# Julián Irías
Julián Irías (* 1880 in Pueblo Nuevo, Estelí) war vom 6. bis 9. Juni 1936 Präsident von Nicaragua.

## Leben

### Außenminister von Zelaya
Julián Irías war Mitglied der Partido Liberal. In der Regierung José Santos Zelaya war Irías Außenminister. 1906 erschoss Julián Irías seinen Vorgänger im Amt des Außenministers, Adolfo Altamirano Castillo.
1909 hatte die US-Regierung Aurelio Estrada den Bruder von Juan J. Estrada als Präsidenten gewählt, die Mitglieder der Partido Liberal bevorzugten Julián Irías. Im Oktober 1909 entschied sich Julián Irías aufgrund der US-Opposition gegen ihn die Präsidentschaft von José Madriz zu unterstützen. Am 7. Dezember 1909 berichtete Zelay seine Absicht zurückzutreten, als die US-Regierung einen anderen Bruder von Estrada, José Dolores Estrada Morales, vorschlägt. 1910 kommandierte Julián Irías Truppen, welche die Präsidentschaft von José Madriz gegen die Truppen von Fruto Chamorro Pérez verteidigen.
Im Juni 1910 war Julián Irías, als General Kommandant des Dampfschiffes San Jacinto, auf einem Feldzug gegen die Aufständischen des Partido Conservador in Bluefields.
1913 war er in New Orleans im Exil.

### Präsidentschaftskandidat 1916
Am 10. August 1916 war er Präsidentschaftskandidat der Partido Liberal, als er von Costa Rica kommend in Corinto (Nicaragua) von Bord des Dampfschiffes Equador gehen wollte. Die nicaraguanischen Behörden verweigerten ihm aber die Einreise.
Am 17. September 1916 rief der US-Botschafter in Nicaragua Benjamin Jefferson den Kandidaten der Partido Liberal zu sich und listete ihm die Anforderungen der US-Regierung an jeden Kandidaten auf, welcher in Nicaragua Präsident werden wollte. Benjamin Jefferson erklärte Julián Irías, dass jemand, der bei Zelaya im Amt war, nicht Präsident werden kann.
Ende September 1916 trat Julián Irías von der Präsidentschaftskandidatur zurück.

### Kaiser Bill’s Badman
In einem Putschszenario von Anfang 1917, welches sich aus der Zimmermann-Depesche entwickelt wurde, sollte Julián Irías die Präsidenten Manuel José Estrada Cabrera von Guatemala, Francisco Bertrand von Honduras, Emiliano Chamorro Vargas von Nicaragua stürzen und selbst Präsident der Estados Unidos de Centro America werden. Er wurde im April 1917 in der nicaraguanisch Liberalen Gemeinde von New Orleans festgenommen und auf Kaution freigelassen, anschließend reiste er zu Verwandten seiner Frau nach Costa Rica. Drahtzieher soll der Gesandte des Deutschen Reichs in bei Venustiano Carranza, Dr. Heinrich von Eckhardt gewesen sein.